# 50-Züge-Regel
Die 50-Züge-Regel beim Schach besagt, dass eine Partie als remis (unentschieden) zu werten ist, wenn einer der beiden Spieler nachweist, dass in den letzten 50 aufeinanderfolgenden Zügen eines Spielers, das heißt 100 Halbzügen, weder ein Stein geschlagen noch ein Bauer gezogen wurde. Nach 75 solcher Züge muss die Partie vom Schiedsrichter als remis gewertet werden durch die 75-Züge-Regel.

## Genaue Definition
In den Regeln des Weltschachbundes FIDE wird Remis durch die 50-Züge-Regel unter 9.3 folgendermaßen definiert:

„9.3 Die Partie ist remis aufgrund eines korrekten Antrages des Spielers, der am Zug ist, falls
- 9.3.1 er einen Zug, der nicht geändert werden kann, auf sein Partieformular schreibt und dem Schiedsrichter seine Absicht erklärt, diesen Zug ausführen zu wollen, der zur Folge habe, dass dann die letzten 50 aufeinanderfolgenden Züge eines jeden Spielers ausgeführt worden sind, ohne dass ein Bauer gezogen hat und ohne dass eine Figur geschlagen worden ist, oder
- 9.3.2 die letzten 50 aufeinanderfolgenden Züge von jedem Spieler abgeschlossen worden sind, ohne dass ein Bauer gezogen hat und ohne dass eine Figur geschlagen worden ist.“

Die 75-Züge-Regel ist unter 9.6.2 definiert:

„9.6 Falls eine oder beide der folgenden Situationen auftreten, ist die Partie remis:
- 9.6.1 sobald eine gleiche Stellung, entsprechend Artikel 9.2.2, mindestens fünfmal entstanden ist,
- 9.6.2 sobald wenigstens 75 Züge von jedem Spieler ausgeführt worden sind, ohne dass ein Bauer gezogen hat und ohne dass eine Figur geschlagen worden ist. Wenn der letzte Zug matt setzt, hat dies Vorrang.“

## Praktische Bedeutung
Die 50-Züge-Regel soll endloses Hin- und Herziehen auf dem Schachbrett ohne dauerhafte Veränderungen des Stellungsbildes und damit einer Veränderung der Gewinnwahrscheinlichkeit eines der beiden Spieler unterbinden. Eine Schachstellung kann irreversibel nur verändert werden, wenn
- ein Bauer vorzieht,
- ein Stein geschlagen wird,
- durch erstmaliges Ziehen eines Turmes bzw. des Königs vom Ursprungsfeld das zukünftige Recht auf eine bzw. beide Rochaden verloren geht
- oder nach dem Doppelzug eines Bauern ein Schlagen en passant möglich ist, aber nicht ausgeführt wird.

Die Partie ist nach 50 Zügen nicht automatisch remis, sondern das Remis muss von einem Spieler reklamiert werden. Nach den Schachregeln der FIDE kann dies nur der Spieler tun, der am Zug ist. Dies ist einer der Gründe für die Notationspflicht bei Turnierpartien. Es ist durchaus möglich, dass eine Partie auch über den Punkt hinaus fortgesetzt wird, an dem erstmals Remis beansprucht werden kann. Theoretisch könnte ein Spiel gemäß den Regeln beliebig lange weitergehen, allerdings wird in der Praxis üblicherweise zumindest einer der beiden Spieler interessiert sein, Remis zu reklamieren. Seit 2014 ist gemäß FIDE-Regeln die Partie nach 75 im Sinne der 50-Züge-Regel absolvierten Zügen vom Schiedsrichter für Remis zu erklären, um den zeitlichen Ablauf eines Turniers nicht zu stören.
Die Wurzeln der 50-Züge-Regel liegen im 16. Jahrhundert. Ein Text von Ruy López de Segura über Schach aus dem Jahr 1561 enthält bereits Details über sie. Die Anzahl von 50 Zügen wurde ursprünglich festgelegt, weil im Endspiel Läufer, Springer, König gegen König in der ungünstigsten Startposition bei perfektem Spiel beider Seiten 33 Züge bis zum Matt benötigt werden.
In den 1980er Jahren wurde mit Hilfe von Endspieldatenbanken entdeckt, dass einige Endspiele nur mit mehr als 50 Zügen oder nur aus bestimmten Positionen heraus gewonnen werden können. Beispiele sind Läuferpaar und König gegen Springer und König oder auch bestimmte Stellungen, in denen Turm und Läufer gegen einen Turm kämpfen. Die Regel wurde von der FIDE im Dezember 1984 um Ausnahmen ergänzt, die bei bestimmten Materialverteilungen 100 Züge erlaubten, speziell im Endspiel Turm und Läufer gegen Turm. Nach Protesten vieler Großmeister reduzierte die FIDE diese Zahl zunächst auf 75. Alle diese Ausnahmen wurden am 1. Januar 1993 wieder gestrichen, seitdem unterliegen alle Materialkombinationen wieder der 50-Züge-Regel.
Selten werden Partien bereits vor Erreichen des Endspiels durch die 50-Züge-Regel beendet. Ein Beispiel ist die Partie Filipowicz–Smederevac aus dem Jahr 1966, die nach dem 70. Zug endete, ohne dass eine einzige Figur geschlagen worden war – der letzte Bauer wurde im 20. Zug gezogen. Im Jahr 2005 endete eine Partie zwischen Pouw und Van Dort nach dem 69. Zug remis durch die 50-Züge-Regel. Zwar wurde darin geschlagen, jedoch fanden nach dem 19. Zug weder Schlag- noch Bauernzüge statt.

## Schachmathematik
Es gibt umfangreiche Untersuchungen – erstmals 1911 von T. R. Dawson – aus wie vielen Zügen eine Schachpartie maximal bestehen kann, wenn die Spieler bei der Konstruktion einer möglichst langen Partie kooperieren, aber jeder Spieler Remis nach der 50-Züge-Regel reklamiert, sobald dies möglich ist. Es sind 5899 Züge.
Es gibt in einer Schachpartie höchstens 30 Schlag- und höchstens 6 × 16 = 96 Bauernzüge. Damit die sich auf jeder der acht Linien paarweise gegenüberstehenden weißen und schwarzen Bauern jeweils „aneinander vorbeikommen“ können, muss entweder der weiße oder der schwarze Bauer jedes Paares einen Schlagzug machen. Somit sind höchstens 30 + 96 − 8 = 118 Perioden ohne Bauern- oder Schlagzug möglich.
Falls derjenige Spieler, der vor einer solchen Periode den letzten Bauern- oder Schlagzug gemacht hat, auch den nächsten Bauern- oder Schlagzug macht, dann können dazwischen höchstens 99 Halbzüge ohne Bauern- oder Schlagzug gemacht werden. Wenn sich dagegen Schwarz und Weiß darin abwechseln, als nächster einen Schlag- oder Bauernzug zu machen, so können dazwischen nur höchstens 98 Halbzüge ohne Bauern- und Schlagzug gemacht werden. Es sind mindestens drei solche Wechsel nötig:
|   | a | b | c | d | e | f | g | h |   |
| 8 |   |   |   |   |   |   |   |   | 8 |
| 7 |   |   |   |   |   |   |   |   | 7 |
| 6 |   |   |   |   |   |   |   |   | 6 |
| 5 |   |   |   |   |   |   |   |   | 5 |
| 4 |   |   |   |   |   |   |   |   | 4 |
| 3 |   |   |   |   |   |   |   |   | 3 |
| 2 |   |   |   |   |   |   |   |   | 2 |
| 1 |   |   |   |   |   |   |   |   | 1 |
|   | a | b | c | d | e | f | g | h |   |

Eine Beispielpartie nach dem 249. Zug: Schwarz hat zuvor 50. … c7xSd6, 100. … b7–b6, 150. … f7xSe6 und 200. … g7–g6 gespielt. Nun fängt Weiß mit 250. a2–a3 an, die Bauern vorzuziehen und umzuwandeln, wofür die a-, b-, d-, e-, g- und h-Bauern zuvor jeweils eine schwarze Figur schlagen müssen.
Schwarz beginnt. Er schlägt einen bzw. beide weiße Springer und stellt die Bauern geeignet auf (erster Wechsel, siehe Diagramm), danach macht Weiß sieben bzw. sechs weitere Bauernschlagzüge und wandelt die Bauern um (zweiter Wechsel), danach schlägt Schwarz die verbliebenen weißen Figuren mit Ausnahme des weißen Königs und wandelt die Bauern um (dritter Wechsel), danach schlägt Weiß die verbliebenen schwarzen Figuren mit Ausnahme des schwarzen Königs.
Somit ist die Zahl der Halbzüge höchstens (118 − 3) × 100 + 3 × 99 = 11.797 = 2 × 5898 + 1. Daher muss die Partie mit dem 5899. Zug von Weiß enden.
In der Praxis kommen derart lange Partien nicht vor. Bekannt ist die Partie zwischen Thomas Ristoja und Jan-Michael Nykopp 1971 (Offene Meisterschaft von Finnland), bei der man sich nach 300 Zügen und knapp 15 Stunden Spieldauer auf Remis einigte.
|   | a | b | c | d | e | f | g | h |   |
| 8 |   |   |   |   |   |   |   |   | 8 |
| 7 |   |   |   |   |   |   |   |   | 7 |
| 6 |   |   |   |   |   |   |   |   | 6 |
| 5 |   |   |   |   |   |   |   |   | 5 |
| 4 |   |   |   |   |   |   |   |   | 4 |
| 3 |   |   |   |   |   |   |   |   | 3 |
| 2 |   |   |   |   |   |   |   |   | 2 |
| 1 |   |   |   |   |   |   |   |   | 1 |
|   | a | b | c | d | e | f | g | h |   |

Eine Partie, bei der die 50-Züge-Regel von Anfang an in Kraft war und in der niemals Schach geboten wurde, endet nach der Höchstzahl der möglichen Züge mit der Stellung Kh1, Ka8. Was war der letzte Zug?
Lösung:

5899. Kg2xTh1

Ein schwarzer Springer oder Läufer würde wegen toter Stellung nicht ausreichen. Eine Dame würde Schach bieten, was jedoch ausgeschlossen wurde. Aus demselben Grund muss der König auch von g2 gekommen sein. Die Zügezahl ergibt sich aus den Berechnungen zur längsten Partie.